# Thénioux
Thénioux – miejscowość i gmina we Francji, w Regionie Centralnym, w departamencie Cher.
Według danych na rok 1990 gminę zamieszkiwało 600 osób, a gęstość zaludnienia wynosiła 33 osoby/km² (wśród 1842 gmin Centre, Thénioux plasuje się na 605. miejscu pod względem liczby ludności, natomiast pod względem powierzchni na miejscu 735.).